# Georgetown (Colorado)
Pour les articles homonymes, voir Georgetown.
Georgetown est une ville de l'État du Colorado, dans l'ouest des États-Unis.
Selon le recensement de 2010, Georgetown compte 1 034 habitants. La municipalité s'étend sur 1,16 milles carrés (3 km2).
La ville est nommée en l'honneur de George Griffith, qui y découvrit de l'or.
L'Hotel de Paris y garde le souvenir d'Adolphe Gérard.

## Démographie
| 1870 | 1880  | 1890  | 1900  | 1910 | 1920 |
| ---- | ----- | ----- | ----- | ---- | ---- |
| 802  | 3 294 | 1 927 | 1 418 | 950  | 703  |

| 1930 | 1940 | 1950 | 1960 | 1970 | 1980 |
| ---- | ---- | ---- | ---- | ---- | ---- |
| 303  | 391  | 329  | 307  | 542  | 830  |

| 1990 | 2000  | 2010  | 2020  | - | - |
| ---- | ----- | ----- | ----- | - | - |
| 891  | 1 088 | 1 034 | 1 118 | - | - |